# Jochen Zwecker
Jochen Zwecker (* 9. Juli 1936 in Birkenwerder; † 19. Mai 2022) war ein hessischer Politiker (SPD) und Abgeordneter des Hessischen Landtags.

## Leben
Jochen Zwecker studierte nach dem Abitur Rechtswissenschaften und schloss das Studium 1967 mit der Promotion zum Dr. jur. ab. Der Titel seiner Doktorarbeit lautete Die Sezession Katangas und das Eingreifen der Vereinten Nationen. Er war zwischen 1967 und 1973 Bürgermeister in Alsfeld (sein Nachfolger war Hans-Ulrich Lipphardt (SPD), der später auch sein Nachfolger als Landrat und als Chef der OVAG wurde).
Er wurde am 20. Dezember 1972 durch den Kreistag als erster Landrat des neu gebildeten Vogelsbergkreises gewählt. Das Amt, das er im Januar 1973 antrat, nahm er bis Januar 1985 wahr, als Gerulf Herzog (CDU) von der CDU/FDP-Mehrheit im Kreistag an seiner Stelle gewählt wurde. Aber bereits bei den Kommunalwahlen in Hessen 1985 erreichte die SPD wieder eine absolute Mehrheit und wählte Herzog nach mehreren Monaten wieder ab und Zwecker erneut zum Landrat.
Bei den Landtagswahlen in Hessen 1987 und 1991 wurde Jochen Zwecker jeweils als Direktkandidat im Wahlkreis Vogelsberg in den hessischen Landtag gewählt. Nach seiner Wahl als Landrat des Vogelsbergkreises schied er am 25. Januar 1994 aus dem Landtag aus. Er war danach ab 1994 sechs Jahre Vorstandsvorsitzender der Oberhessischen Versorgungsbetriebe AG (OVAG). Seit Juli 2000 war er im Ruhestand. 1979 bis 1993 war er Beisitzer im Landesvorstand der SPD Hessen.